# 小行星3949
小行星3949（英語：3949 Mach）是一颗围绕太阳公转的小行星。1985年10月20日，安東寧·姆爾科斯在克列特发现了此天体。
这颗小行星的绝对星等为304.8310553936676等。